# Masaurhi
Masaurhi ist eine Stadt im Bundesstaat Bihar im Osten Indiens. Sie ist Teil des Distrikt Patna. Masaurhi hat den Status eines City Council (Nagar Parishad). Die Stadt ist in 26 Wards gegliedert. Sie liegt 30 km südlich von Patna.

## Demografie
Die Einwohnerzahl der Stadt liegt laut der Volkszählung von 2011 bei 59.803. Masaurhi hat ein Geschlechterverhältnis von 905 Frauen pro 1000 Männer und damit einen für Indien üblichen Männerüberschuss. Die Alphabetisierungsrate lag bei 75,0 % im Jahr 2011. Knapp 84 % der Bevölkerung sind Hindus, ca. 15 % sind Muslime und ca. 1 % gehören anderen Religionen an. 15,4 % der Bevölkerung sind Kinder unter 6 Jahren. 17,1 % der Bevölkerung sind Teil der Scheduled Castes.

## Infrastruktur
Die Stadt verfügt über einen eigenen Bahnhof.